# Wilaya de Ouled Djellal
La wilaya de Ouled Djellal est une wilaya algérienne créée en 2019 et officialisée en 2021, auparavant, une wilaya déléguée créée en 2015. Elle est située dans le Sahara algérien.

## Géographie
La wilaya de Ouled Djellal est située dans le Sahara algérien, sa superficie est de 11 410 km2.
Elle est délimitée :
- au nord par la wilaya de M'Sila ;
- au nord-est par la wilaya de Biskra ;
- à l'ouest par la wilaya de Djelfa ;
- à l'est par la wilaya d'El M'Ghair ;
- au sud par le wilaya de Ouargla .

|        | M'Sila                  | Biskra     |
| Djelfa | wilaya de Ouled Djellal | El M'Ghair |
|        | Ouargla                 |            |

## Histoire
La wilaya de Ouled Djellal est créée le 26 novembre 2019. En 2021, le président Tebboune, officialise le nouveau découpage administratif.
Auparavant, elle était une wilaya déléguée, créée selon la loi no 15-140 du 27 mai 2015, portant création de circonscriptions administratives dans certaines wilayas et fixant les règles particulières qui leur sont liées, ainsi que la liste des communes qui sont rattachées à elle. Avant 2019, elle était rattachée à la wilaya de Biskra.
En 2022, Youcef Belmehdi, ministre des Affaires religieuses et des Wakfs, en déplacement dans la Wilaya de Ouled Djellal, a visité d'anciennes mosquées, dont celle de Khaled Bin Sinan Al-Absi. Il a déclaré l'importance de classer ces monuments historiques et d'engager des travaux de réhabilitation, afin qu'ils restent la mémoire de la Oumma.

## Organisation de la wilaya
Lors du découpage administratif de 2015, la wilaya déléguée de Ouled Djellal est constituée de 6 communes et 2 daïras.

### Liste des walis
| N° | Wali                | Début           | Fin           |
| -- | ------------------- | --------------- | ------------- |
| 1  | Aïssa Aziz Bouras   | 21 février 2021 | 24 avril 2024 |
| 2  | Abderrahmane Dehimi | 24 avril 2024   | en cours      |

### Walis délégués
Le poste de wali délégué de l'ancienne wilaya déléguée de Ouled Djellal a été occupé par plusieurs personnalités politiques nationales depuis sa création.
| N° | Wali délégué          | Début           | Fin             |
| -- | --------------------- | --------------- | --------------- |
| 01 | Djellouli Bouchentouf | 22 juillet 2015 | 28 octobre 2018 |
| 02 | Dahimi Abderrahmane   | 28 octobre 2018 | 31 août 2020    |
| 03 | Boubekeur Lenssari    | 31 août 2020    | mars 2021       |

### Daïras
Daïras de la wilaya de Ouled Djellal
| Daïra         | Nombre de communes | Communes                            | Superficie (km²) | Population (hab.) |
| ------------- | ------------------ | ----------------------------------- | ---------------- | ----------------- |
| Ouled Djellal | 3                  | Ouled Djellal, Ech Chaïba, Daoussen | ...              | ...               |
| Sidi Khaled   | 3                  | Sidi Khaled, Besbes, Ras El Miaad   | ...              | ...               |

## Démographie
Selon le recensement général de la population et de l'habitat de 2008, l'ensemble des communes de la wilaya de Ouled Djellal comptait 174 219 habitants.

## Tourisme
Le site de la mosquée Sidi Khaled, monument historique de la ville de Sidi Khaled, est visité par des algériens mais aussi par des touristes étrangers,.